# Ala, Trentino-Alto Adige
Ala este o comună din provincia Trento, regiunea Trentino-Alto Adige, Italia, cu o populație de 8.773 de locuitori&#32 (2021);și o suprafață de 119,87 km².

## Demografie
Ala - evoluția demografică

|  | Graficele sunt indisponibile din cauza unor probleme tehnice. Mai multe informații se găsesc la Phabricator și la wiki-ul MediaWiki. |

Date: Recensăminte sau birourile de statistică - grafică realizată de Wikipedia